# Monitor de estudio
Un monitor de estudio se caracteriza por reproducir la señal de audio de forma transparente, es decir, una respuesta plana, sin alteraciones y sin coloración. 
Estos monitores, aunque se vendan como respuesta plana, siempre tienen un margen de error, pero siempre será una señal más pura que cualquier equipo hi-fi (Alta fidelidad) que suelen colorear la señal en graves y agudos para hacer un sonido más “redondo” o agradable.

## Clasificación de los monitores

### Activos y pasivos
Los monitores activos tienen la fuente de alimentación integrada en su caja. Los pasivos, en su contra, necesitan una alimentación externa mediante una etapa de potencia. Para un estudio suelen ser más apropiados unos monitores activos, ya que necesitan menor espacio y proporcionan buena calidad.

### Tipos de campos
Hay tres tipos de campos:

#### Monitores de campo cercano

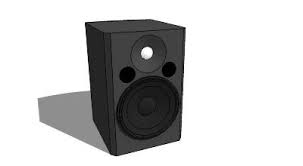
Monitor campo cercano

Usados en zonas no muy grandes (no superior a una habitación estándar) por lo que no se necesita un volumen elevado para trabajar con ellos y suelen tener un altavoz de 4 a 6 pulgadas.
Ejemplos de estos son el modelo de Behringer MS16, o el modelo Rokit de la marca KRK, entre otros.

#### Monitores de campo medio
Son más grandes que los anteriores y alcanzan frecuencias más graves (sobre 8 a 10 pulgadas). Pueden o no ir empotrados en la pared, pero deben situarse a más distancia que los de campo cercano (1 metro y medio o 2 metros de distancia).

#### Monitores de campo lejano

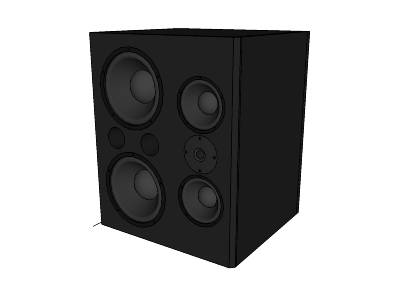
Monitor campo lejano

Contienen casi todo el espectro sonoro humano, tienen un sonido muy limpio y van empotrados en la pared. Son muy caros y no todo el mundo se los puede permitir.

## Ubicación de los monitores

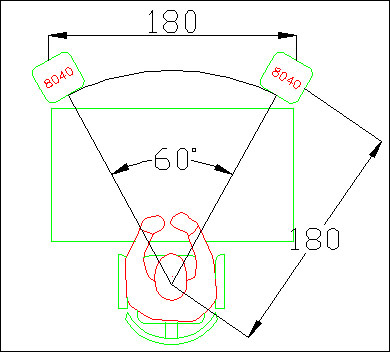
Teoría

La teoría dice que la distancia entre los dos monitores debe ser la misma que entre el monitor y la cabeza del oyente en la posición de escucha (debe formar un triángulo equilátero). Es importante que los monitores se encuentren a la altura de los oídos y elevados con algún estante o material absorbente para evitar que el contacto con la superficie rígida produzca comb-filtering o proporcione una respuesta diferente en frecuencias.

## Importancia de la monitorización
Son uno de los elementos más importantes en un estudio de grabación, situados en las salas de control, porque de ellos se sacará la mezcla final de nuestro proyecto. Invertir en unos buenos monitores, siempre que el resto del equipo sea decente, es una buena opción. Lo primero de todo, uno debe acostumbrarse a unos determinados monitores o escucha, de ahí que haya gente que defienda un modelo, marca u otros. 
Es necesario comentar que se debe tener varias escuchas diferentes, ya sea desde unos auriculares, o comparando diferentes tipos de monitores. Esto nos proporcionara diferentes variaciones que se deben corregir para que suenen lo más homogénea en los diversos monitoreos. En definitiva, es necesario tener una buena escucha para poder realizar una buena mezcla.